# Burak Fırat
Burak Fırat (* 1. Januar 1993 in Konak) ist ein türkischer Schachspieler.
Er spielte bei der Schacholympiade 2012 für die 2. Mannschaft. Außerdem nahm er 2010 an der Mannschaftsweltmeisterschaft und dreimal an der Europäischen Mannschaftsmeisterschaft (2009 bis 2013) teil.
Bei der türkischen Einzelmeisterschaft 2014 belegte er den zweiten Platz.
| Hier fehlt eine Grafik, die leider im Moment aus technischen Gründen nicht angezeigt werden kann. Wir arbeiten daran! |